# Bainbridge (wieś)
Bainbridge – wieś w Stanach Zjednoczonych, w stanie Nowy Jork, w hrabstwie Chenango.